# The Girl at the Cupola
Pour plus de détails, voir Fiche technique et Distribution.
The Girl at the Cupola est un film muet américain réalisé par Oscar Eagle et sorti en 1912.

## Fiche technique
- Réalisation : Oscar Eagle
- Scénario : Hugh King Harris
- Production : William Nicholas Selig
- Date de sortie :  États-Unis : 8 août 1912

## Distribution
- Kathlyn Williams : Jessie Wilson
- Thomas Commerford : Silas Wilson
- Charles Clary : Jack Berry
- Frank Weed
- Vera Hamilton
- Evelyn Allen
- Allen Mathes
- Frederick Bernard
- Julius Frankenburg
- William Stowell